# طالق خان
طالق خان (انگلیسی: Taliqu; نامشخص – ۱۳۰۹) خان از خانات جغتای (۱۳۰۸–۱۳۰۹) بود. پسر قداقچی و یک شاهزاده خانم از کرمان و نوه بوری خان بود.